# 于静

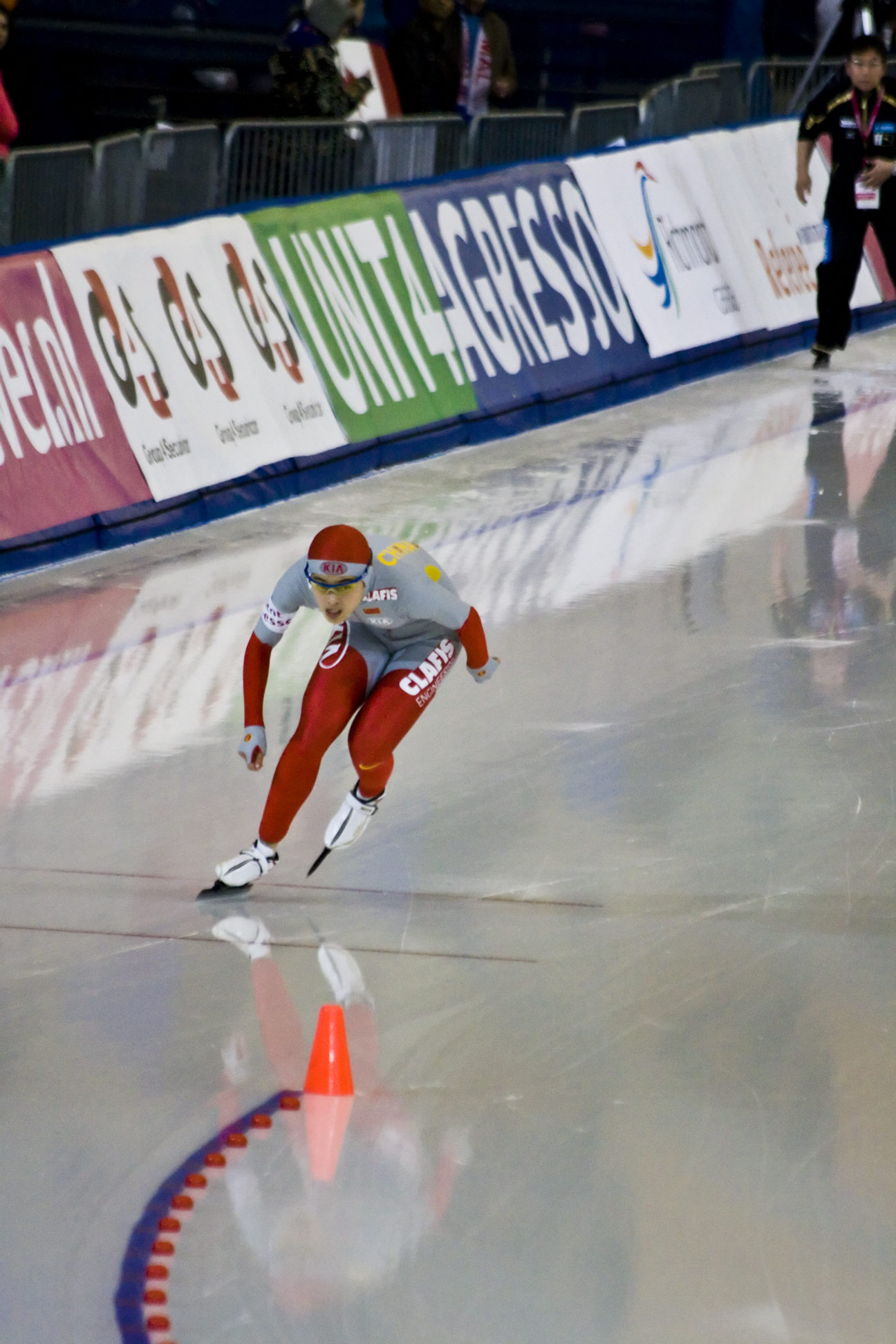
于静在2009年速度滑冰短距离世界锦标赛

于静（1985年5月29日—），中国女子速度滑冰运动员。2012年卡尔加里速度滑冰短距离世界锦标赛夺取金牌，并打破两项世界纪录。2014年長野市世界锦标赛再次夺冠。但因训练中扭伤腰部，于静未能参加2014年索契冬奥会。